# Furdenheim
Furdenheim [fyʁdənaim] (Firne en alsacien) est une commune française située dans la circonscription administrative du Bas-Rhin et, depuis le 1er janvier 2021, dans le territoire de la Collectivité européenne d'Alsace, en région Grand Est.
Cette commune se trouve dans la région historique et culturelle d'Alsace.
Le village de Furdenheim fait partie du canton de Bouxwiller. Situé à une quinzaine de kilomètres du centre de Strasbourg en direction de l'ouest et traversé par la D 30 qui relie Molsheim à Brumath et la D 1004 reliant la capitale de l'Alsace à Paris, autrefois RN 4. Son altitude est de 225 mètres sur ses « sommets » et de 167 mètres à son plus bas niveau, sa superficie de 581 hectares. Son ban communal est entouré par ceux de Ittenheim, Handschuheim, Osthoffen, Scharrachbergheim, Marlenheim, Fessenheim-le-Bas, Quatzenheim et Hurtigheim. Le village comptait 606 habitants et 102 maisons en 1836, 127 maisons au début du XXe siècle. La population était d'environ 700 habitants en 1986 et on dénombrait 220 maisons. Elle a presque doublé depuis et compte actuellement 1 324 habitants.

## Géographie

### Hydrographie
La commune est dans le bassin versant du Rhin au sein du bassin Rhin-Meuse. Elle est drainée par le ruisseau de Musau,.
Le ruisseau de Musau, d'une longueur de 13 km, prend sa source dans la commune de Fessenheim-le-Bas et se jette  dans le Souffel à Dingsheim, après avoir traversé dix communes. 

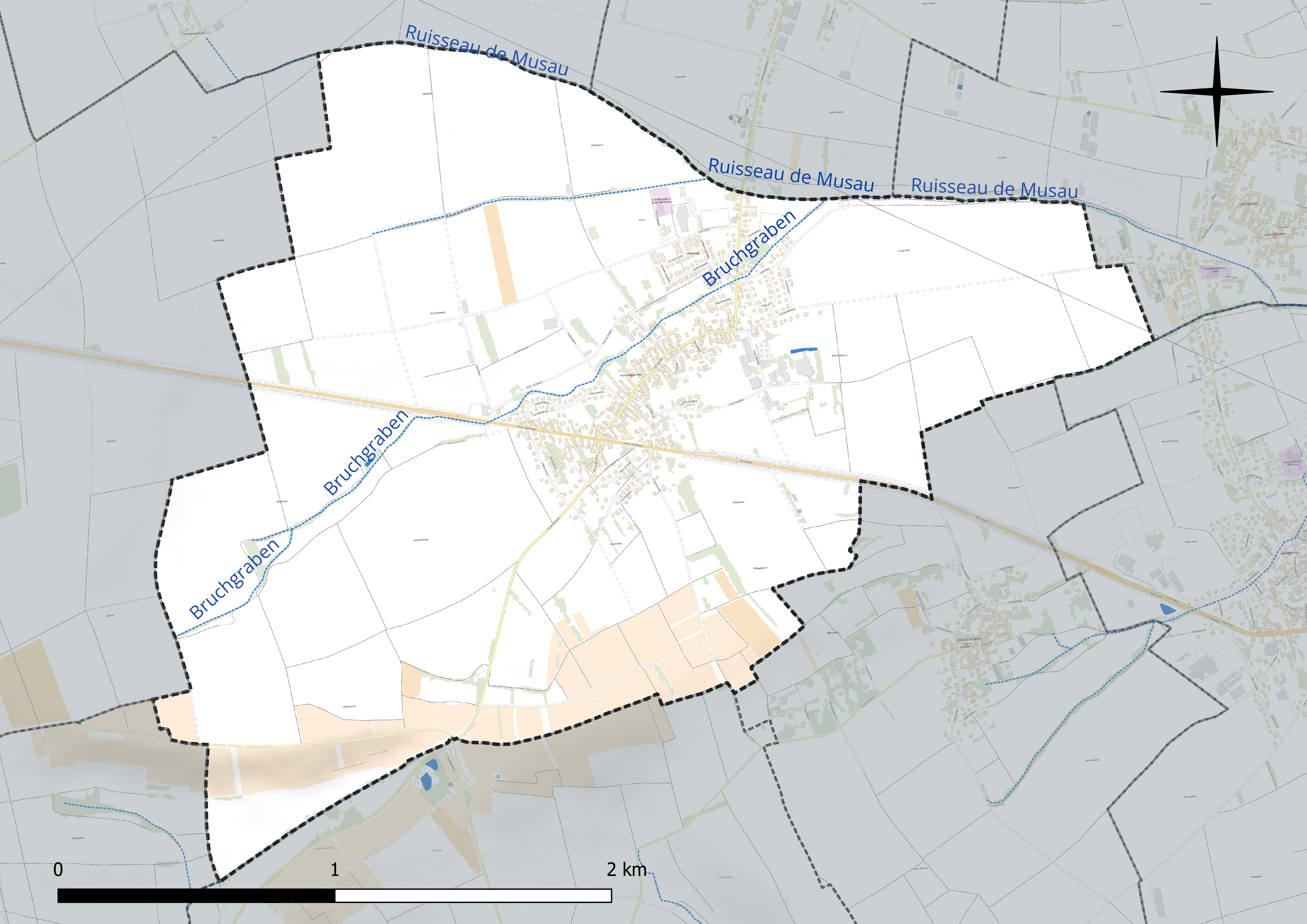
Réseau hydrographique de Furdenheim.

### Climat
Pour des articles plus généraux, voir Climat du Grand Est et Climat du Bas-Rhin.
En 2010, le climat de la commune est de type climat des marges montargnardes, selon une étude du Centre national de la recherche scientifique s'appuyant sur une série de données couvrant la période 1971-2000. En 2020, Météo-France publie une typologie des climats de la France métropolitaine dans laquelle la commune est exposée à un climat semi-continental et est dans la région climatique  Vosges, caractérisée par une pluviométrie très élevée (1 500 à 2 000 mm/an) en toutes saisons et un hiver rude (moins de 1 °C). 
Pour la période 1971-2000, la température annuelle moyenne est de 10,4 °C, avec une amplitude thermique annuelle de 17,7 °C. Le cumul annuel moyen de précipitations est de 649 mm, avec 7,9 jours de précipitations en janvier et 10,6 jours en juillet. Pour la période 1991-2020, la température moyenne annuelle observée sur la station météorologique de Météo-France la plus proche, « Strasbourg-Entzheim », sur la commune d'Entzheim à 10 km à vol d'oiseau, est de 11,4 °C et le cumul annuel moyen de précipitations est de 635,7 mm. 
La température maximale relevée sur cette station est de 38,9 °C, atteinte le 25 juillet 2019 ; la température minimale est de −23,6 °C, atteinte le 23 janvier 1942,,. 
Les paramètres climatiques de la commune ont été estimés pour le milieu du siècle (2041-2070) selon différents scénarios d'émission de gaz à effet de serre à partir des nouvelles projections climatiques de référence DRIAS-2020. Ils sont consultables sur un site dédié publié par Météo-France en novembre 2022.

## Urbanisme

### Typologie
Au 1er janvier 2024, Furdenheim est catégorisée bourg rural, selon la nouvelle grille communale de densité à sept niveaux définie par l'Insee en 2022.
Elle appartient à l'unité urbaine de Furdenheim, une agglomération intra-départementale regroupant deux  communes, dont elle est ville-centre,,. Par ailleurs la commune fait partie de l'aire d'attraction de Strasbourg (partie française), dont elle est une commune de la couronne,. Cette aire, qui regroupe 268 communes, est catégorisée dans les aires de 700 000 habitants ou plus (hors Paris),.

### Occupation des sols
L'occupation des sols de la commune, telle qu'elle ressort de la base de données européenne d’occupation biophysique des sols Corine Land Cover (CLC), est marquée par l'importance des territoires agricoles (91 % en 2018), en diminution par rapport à 1990 (92,2 %). La répartition détaillée en 2018 est la suivante : 
terres arables (83,8 %), zones urbanisées (9 %), cultures permanentes (7,2 %). L'évolution de l’occupation des sols de la commune et de ses infrastructures peut être observée sur les différentes représentations cartographiques du territoire : la carte de Cassini (XVIIIe siècle), la carte d'état-major (1820-1866) et les cartes ou photos aériennes de l'IGN pour la période actuelle (1950 à aujourd'hui).

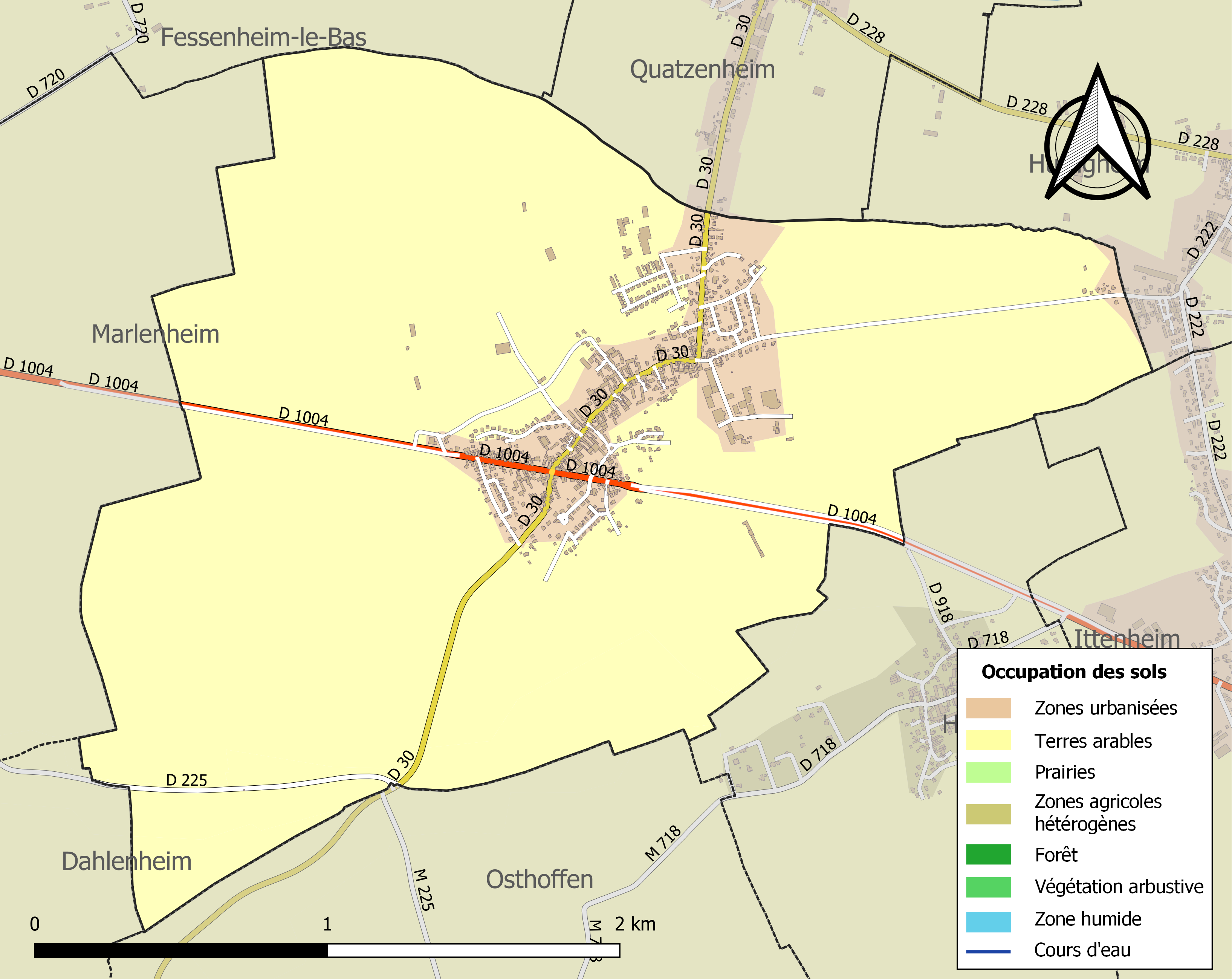
Carte des infrastructures et de l'occupation des sols de la commune en 2018 (CLC).

## Histoire
Furdenheim appartint jusqu'en 1681 à la ville libre impériale de Strasbourg et ne devint française qu'en 1681-1682 en même temps que Strasbourg.

### Héraldique
| Blason de Furdenheim | Blason  | De sable au griffon d'or. |
| Blason de Furdenheim | Détails |                           |

## Politique et administration
| Période                                  | Période                   | Identité        | Étiquette | Qualité |
| ---------------------------------------- | ------------------------- | --------------- | --------- | ------- |
| 2001                                     | mai 2014                  | Jean-René Munch |           |         |
| mai 2014 Réélu pour le mandat 2020-2026  | En cours (au 31 mai 2020) | Marc Herrmann   |           |         |
| Les données manquantes sont à compléter. |                           |                 |           |         |

## Démographie
L'évolution du nombre d'habitants est connue à travers les recensements de la population effectués dans la commune depuis 1793. Pour les communes de moins de 10 000 habitants, une enquête de recensement portant sur toute la population est réalisée tous les cinq ans, les populations de référence des années intermédiaires étant quant à elles estimées par interpolation ou extrapolation. Pour la commune, le premier recensement exhaustif entrant dans le cadre du nouveau dispositif a été réalisé en 2008.

En 2022, la commune comptait 1 563 habitants, en évolution de +18,68 % par rapport à 2016 (Bas-Rhin : +3,17 %, France hors Mayotte : +2,11 %).
| 1793 | 1800 | 1806 | 1821 | 1831 | 1836 | 1841 | 1846 | 1851 |
| ---- | ---- | ---- | ---- | ---- | ---- | ---- | ---- | ---- |
| 350  | 379  | 375  | 522  | 579  | 608  | 601  | 627  | 637  |

| 1856 | 1861 | 1866 | 1871 | 1875 | 1880 | 1885 | 1890 | 1895 |
| ---- | ---- | ---- | ---- | ---- | ---- | ---- | ---- | ---- |
| 613  | 597  | 624  | 594  | 620  | 625  | 622  | 619  | 642  |

| 1900 | 1905 | 1910 | 1921 | 1926 | 1931 | 1936 | 1946 | 1954 |
| ---- | ---- | ---- | ---- | ---- | ---- | ---- | ---- | ---- |
| 638  | 640  | 652  | 624  | 612  | 637  | 658  | 631  | 603  |

| 1962 | 1968 | 1975 | 1982 | 1990 | 1999  | 2006  | 2008  | 2013  |
| ---- | ---- | ---- | ---- | ---- | ----- | ----- | ----- | ----- |
| 580  | 602  | 656  | 708  | 747  | 1 006 | 1 127 | 1 161 | 1 301 |

| 2018  | 2022  | - | - | - | - | - | - | - |
| ----- | ----- | - | - | - | - | - | - | - |
| 1 313 | 1 563 | - | - | - | - | - | - | - |

## Lieux et monuments

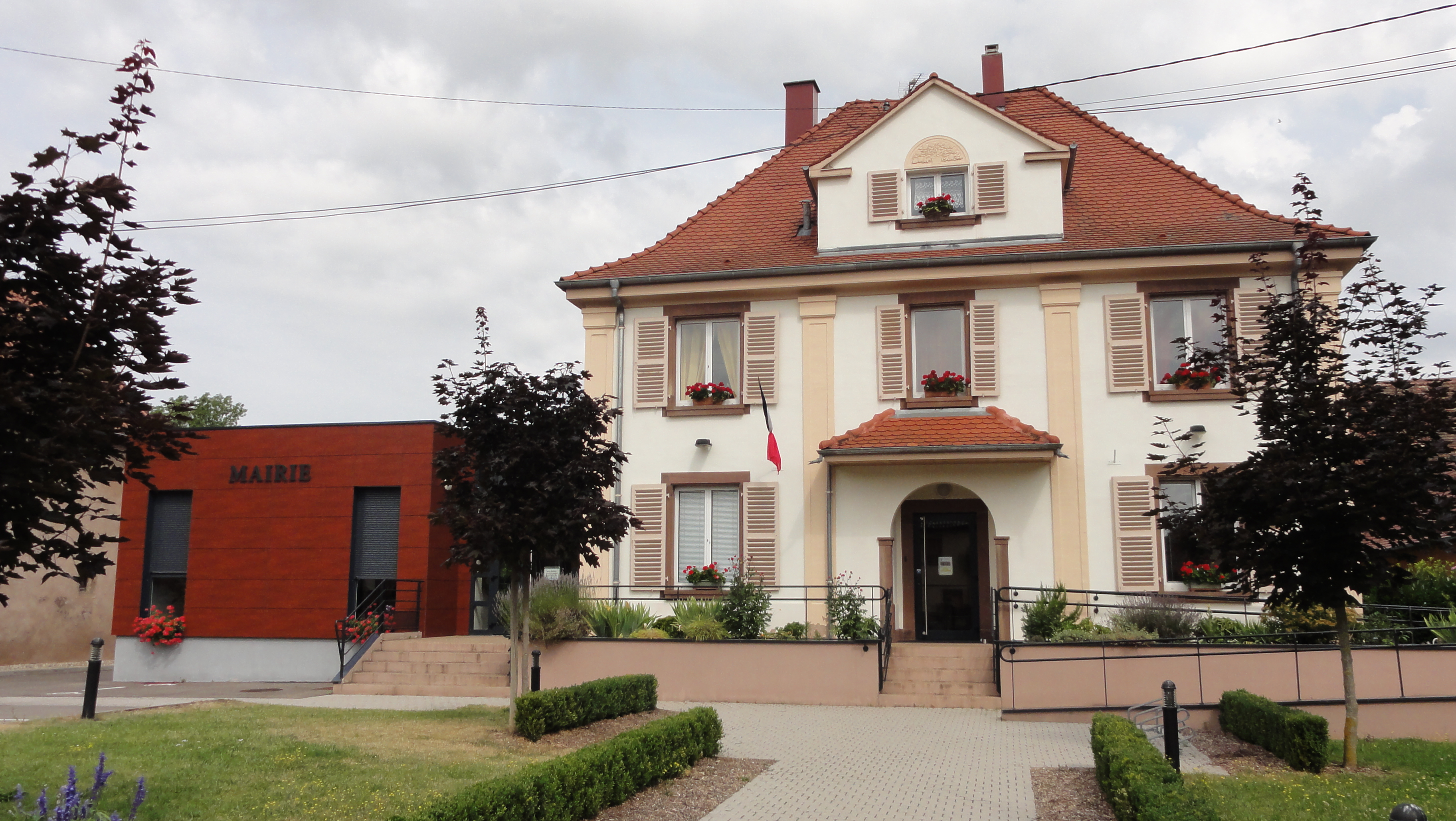
Mairie dans l'ancien presbytère.
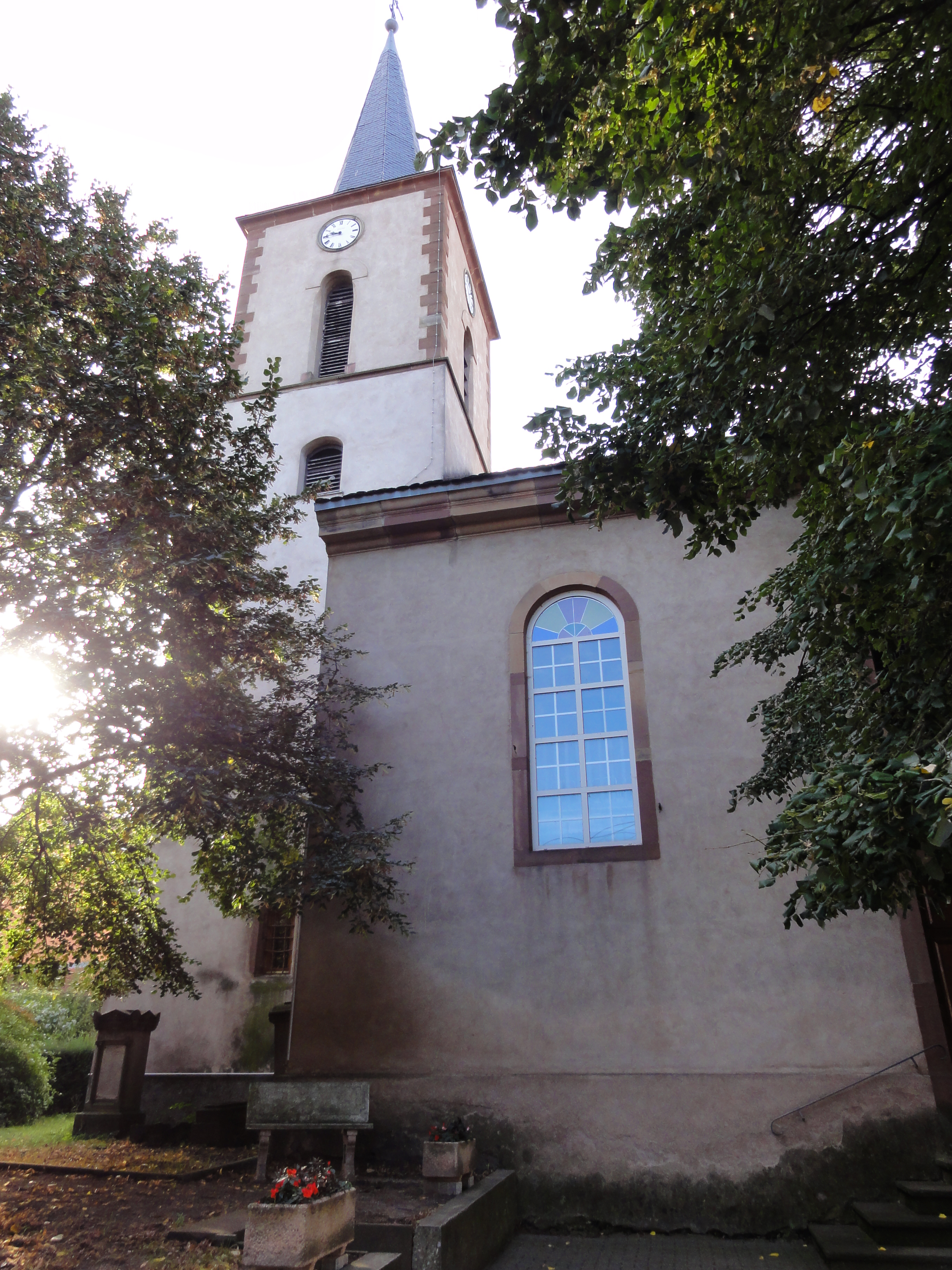
Église protestante.
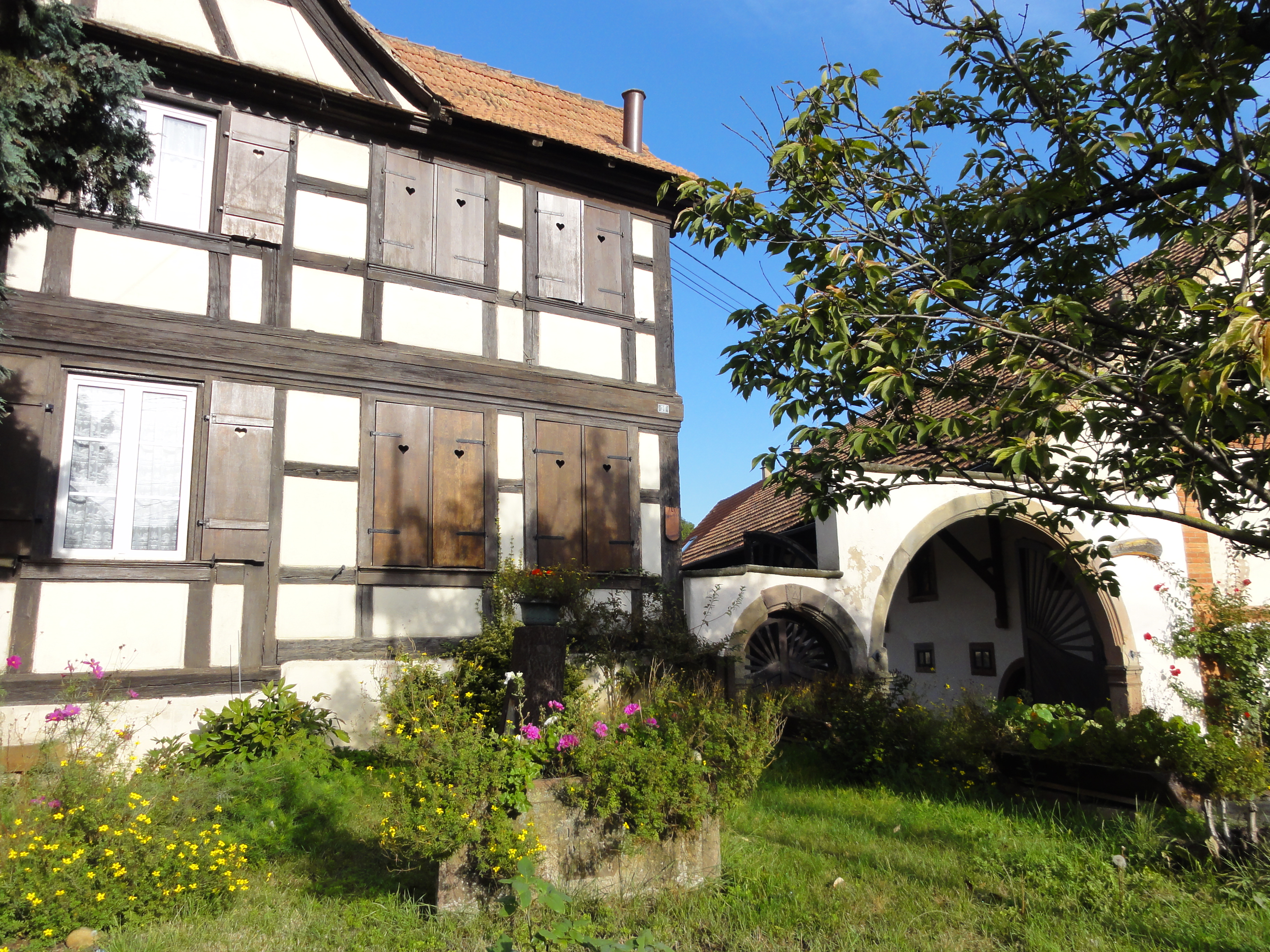
Ferme alsacienne (1749-1893), 31 rue de la Mairie.
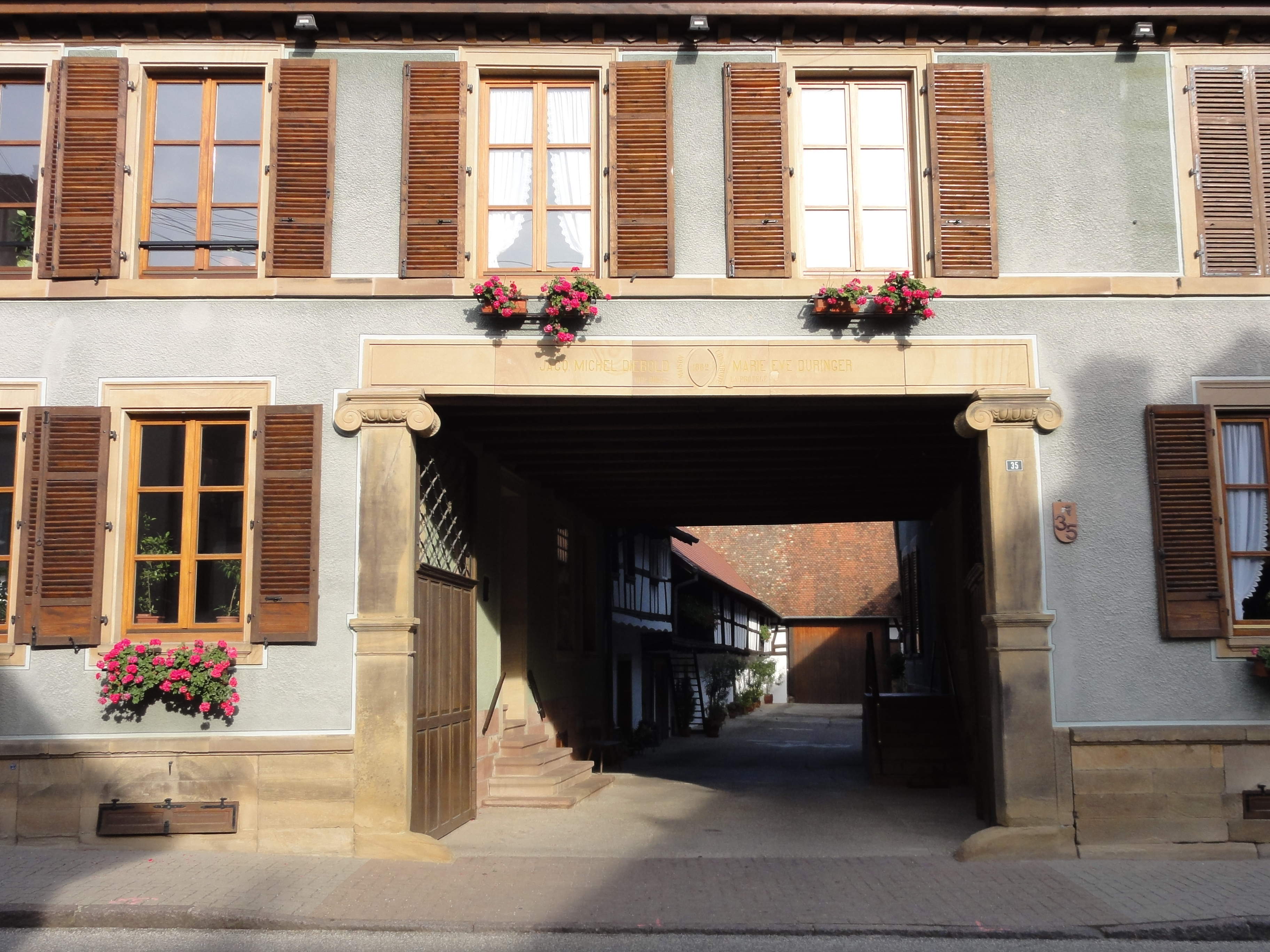
Ferme alsacienne (1882), 35 rue de la Mairie.

## Personnalités liées à la commune
- François-Daniel Reisseissen (1773-1828), professeur de médecine et philanthrope, fils du dernier seigneur de Furdenheim.